# Dizygotheca nobilis
Dizygotheca nobilis là một loài thực vật có hoa trong Họ Cuồng cuồng. Loài này được (B.S. Williams) N. Taylor mô tả khoa học đầu tiên năm 1914.